# Johan Støa

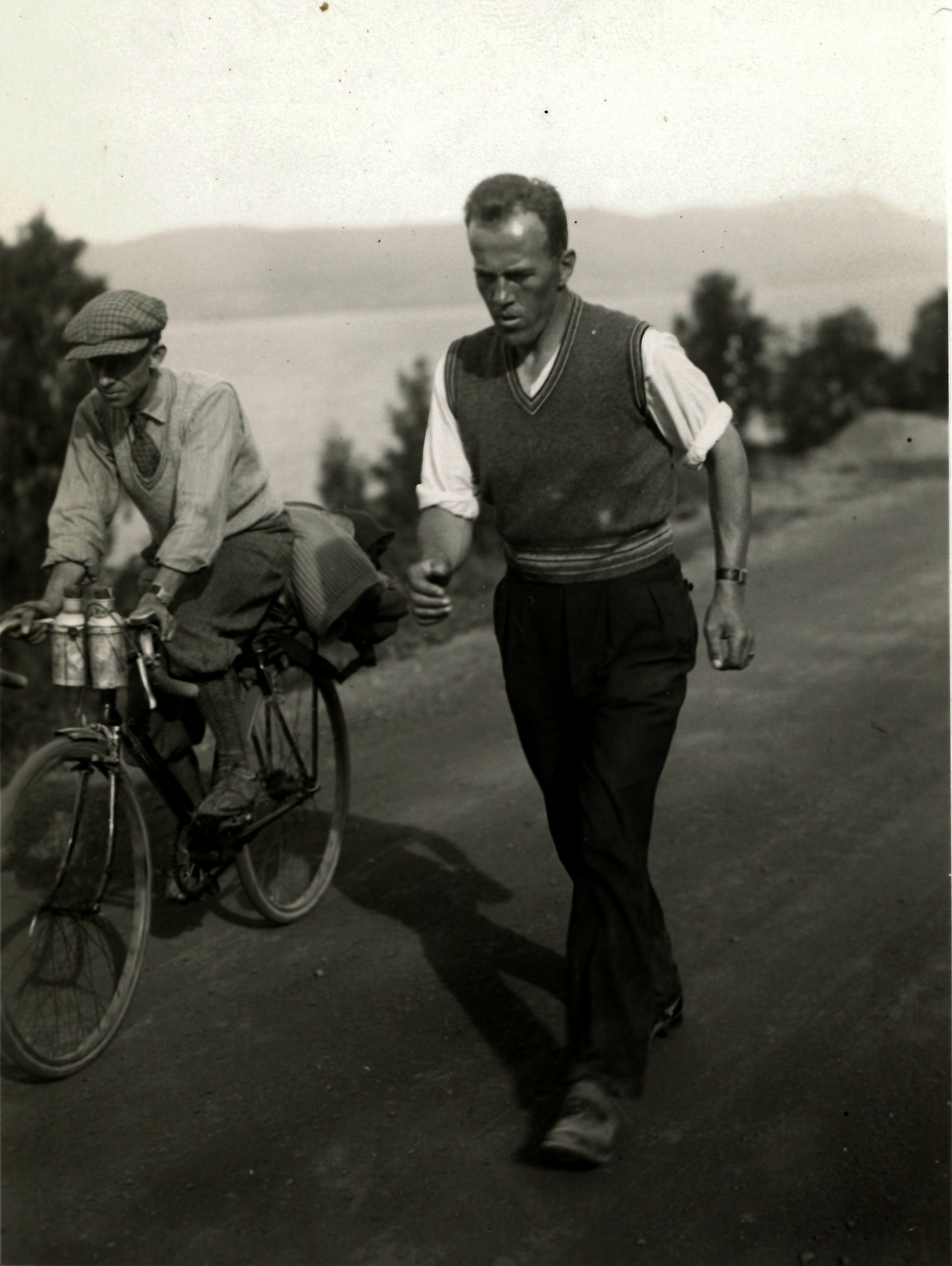
Johan Støa går sträckan Trondheim–Oslo till fots 1933.

Johan Hostvet Støa, född 13 juni 1900 i Hønefoss i Buskerud, död 29 oktober 1991 i Drammen i Buskerud, var en norsk längdåkare och maratonlöpare. Han var med i de olympiska vinterspelen 1928 i Sankt Moritz och kom på åttonde plats på 50 kilometer. Han deltog också i olympiska sommarspelen samma år i Amsterdam och kom på 36:e plats i maratonloppet.